# 北海道遺産
北海道遺産（ほっかいどういさん）は、北海道に関係する自然・文化・産業などの中から、次世代へ継承したいものとして北海道遺産構想推進協議会が選定した有形無形の財産群であり、2022年の第4回選定時点で74件が選定されている。
北海道遺産を活用することで、北海道民自身によって北海道に新たな活力を生み出す町おこし運動を北海道遺産構想と呼ぶ。北海道遺産構想推進協議会は北海道遺産構想を推進するために設置された民間主体の機関である。

## 目的
北海道遺産の目的は、北海道ならではの価値を掘り起こし、観光などへ活用することによってそれらの価値をさらに高め、将来へ繋げていくことにある。

## 歴史
1997年4月に、当時の堀達也北海道知事により提唱された「北の世界遺産構想」が始まりである。同年8月に北海道庁内に設置された「北の世界遺産推進方策検討プロジェクトチーム」により1999年5月に発表された報告書によって、北海道遺産構想の枠組みが出来上がった。1999年から2000年にかけて北海道が北海道遺産の候補を公募した。2001年に設立された北海道遺産構想推進協議会により北海道遺産が選定され、同年10月22日、応募総数約1万6000件の中から第1回選定分の25件が決定した。2003年、第2回選定分の候補が公募され応募総数9107件の中から、2004年10月22日に第2回選定分27件が決定した。
- 1997年：北の世界遺産構想が道知事により提唱される
- 1999年：北海道遺産候補が公募される（ - 2000年）
- 2001年10月22日：北海道遺産第1回選定分25件が決定
- 2002年：ふるさと切手「北海道遺産」発売
- 2003年：第2回北海道遺産候補が公募される。北海道遺産応援団が設立。
- 2004年10月22日：北海道遺産第2回選定分27件が決定
- 2017年10月 - 2018年3月：第3回北海道遺産候補が公募される。
- 2018年11月2日：北海道遺産第3回選定分15件が決定
- 2021年10月 - 2022年2月：第4回北海道遺産候補が公募される。
- 2022年10月：北海道遺産第4回選定分6件が決定

## 北海道遺産の一覧

### 第1回選定分（2001年10月22日公表）
- 稚内港北防波堤ドーム - 稚内市
- 留萌のニシン街道（旧佐賀家漁場、旧花田家番屋と生活文化） - 留萌地域
- 増毛の歴史的建造群（駅前の歴史的建造群と増毛小学校） - 増毛町
- 空知の炭鉱関連施設と生活文化 - 空知地域
- 石狩川 - 流域48市町村
- 北海道大学 札幌農学校第2農場 - 札幌市
- 小樽みなとと防波堤 - 小樽市
- 京極のふきだし湧水 - 京極町
- 昭和新山国際雪合戦大会 - 壮瞥町
- 内浦湾沿岸の縄文文化遺跡群（北黄金貝塚・垣ノ島遺跡・大船遺跡・函館市縄文文化交流センター） - 函館市（旧南茅部町）、伊達市
- 姥神大神宮渡御祭～江差の歴史を伝える絢爛豪華な祭り[1]
- 上ノ国の中世の館（たて） - 上ノ国町
- 福山（松前）城と寺町 - 松前町
- 函館山と砲台跡 - 函館市
- 路面電車 - 函館市（函館市企業局交通部）、札幌市（札幌市電）
- 螺湾（らわん）ブキ - 足寄町
- 旧国鉄士幌線コンクリートアーチ橋梁群 - 上士幌町
- 霧多布湿原 - 浜中町
- 摩周湖 - 弟子屈町
- 根釧台地の格子状防風林 - 中標津町、別海町、標津町、標茶町
- ワッカ／小清水原生花園 - 北見市（旧常呂町）、小清水町
- ピアソン記念館 - 北見市
- アイヌ語地名 - 道内各地
- アイヌ文様 - 道内各地
- 北海道のラーメン - 道内各地

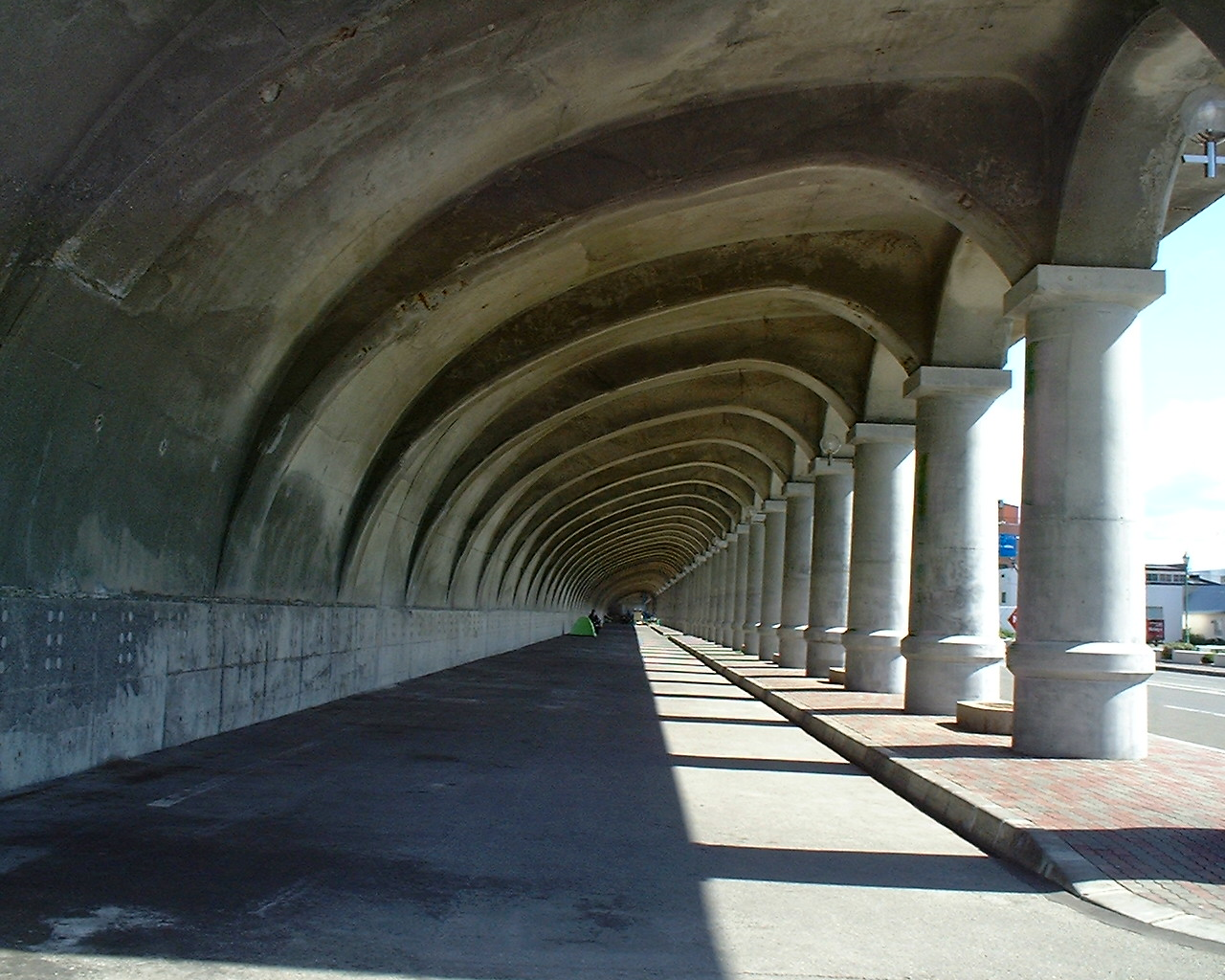
稚内港北防波堤ドーム
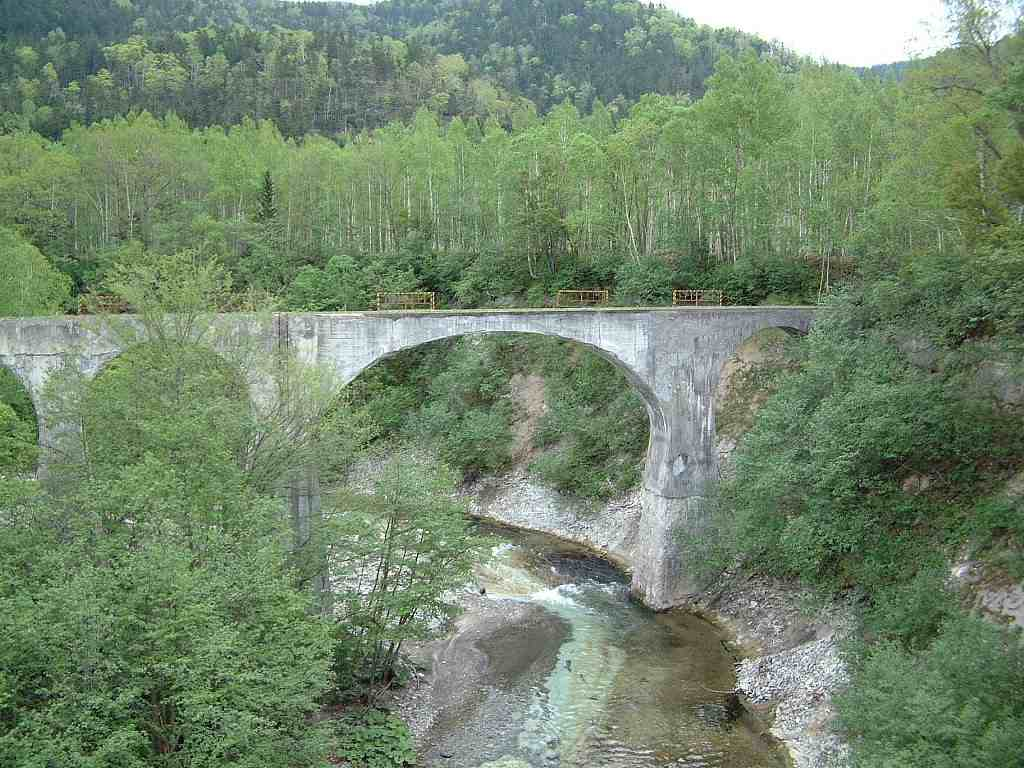
旧士幌線 第五音更川橋梁
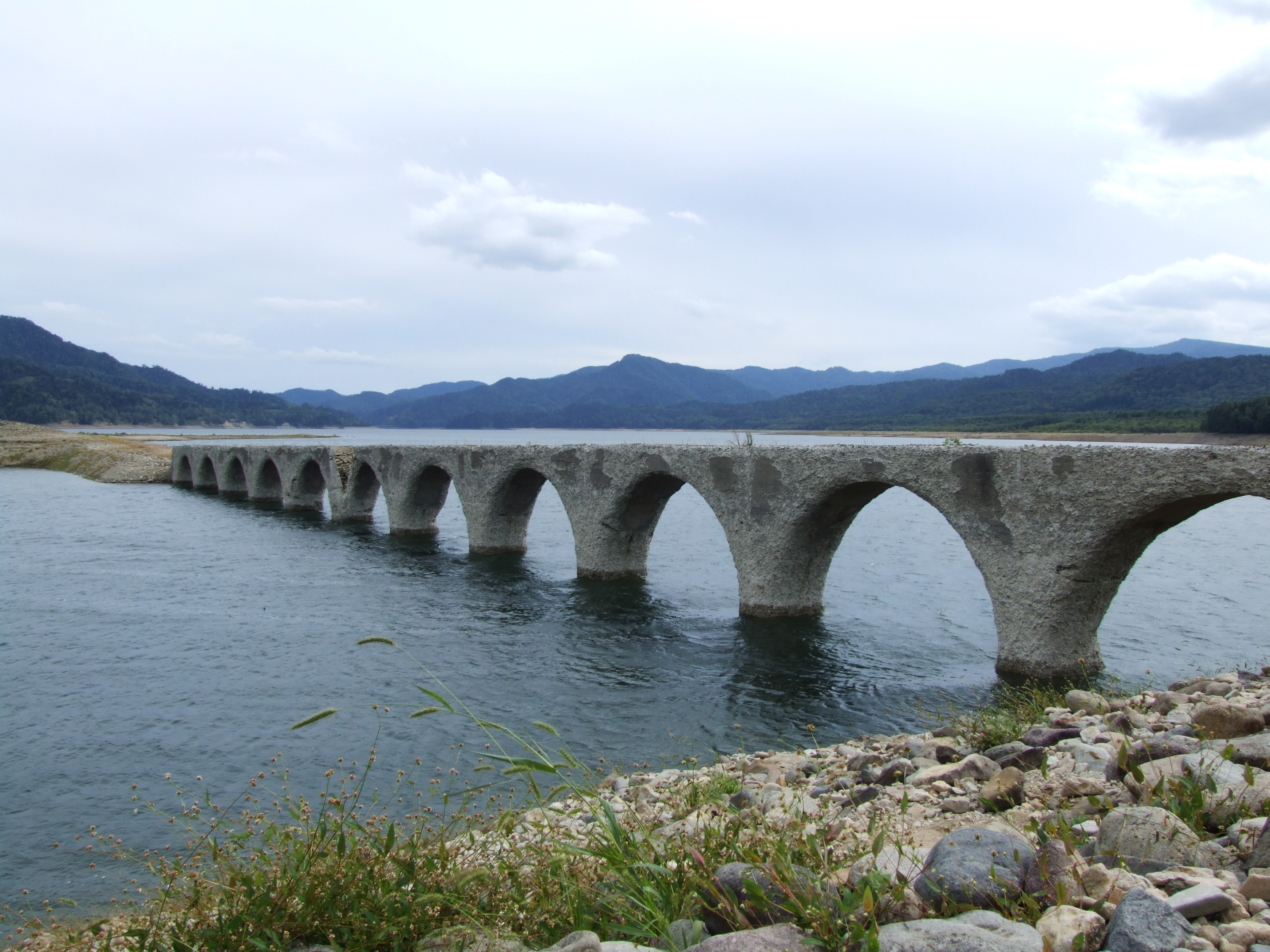
旧士幌線 タウシュベツ川橋梁
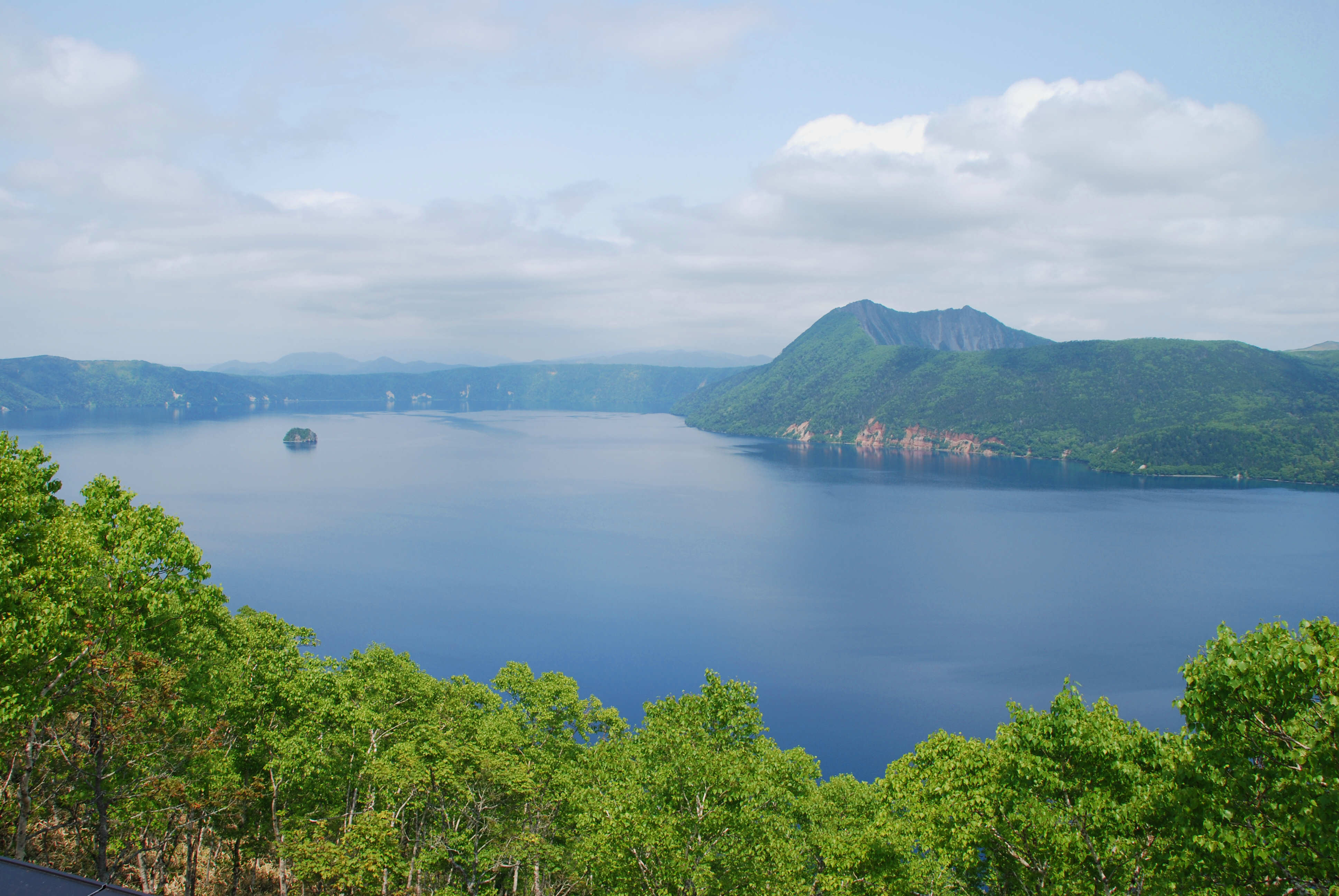
摩周湖

### 第2回選定分（2004年10月22日公表）
- 宗谷丘陵の周氷河地形 - 稚内市
- 天塩川 - 流域13市町村
- 旭橋 - 旭川市
- 土の博物館「土の館」 - 上富良野町
- 雨竜沼湿原 - 雨竜町
- 北海幹線用水路 - 空知地方の7市町
- 江別のれんが - 江別市
- 開拓使時代の洋風建築（時計台、豊平館、清華亭、旧永山武四郎邸、旧黒岩家住宅） - 札幌市
- 札幌苗穂地区の工場・記念館群 - 札幌市
- ニッカウヰスキー余市蒸溜所 - 余市町
- 積丹半島と神威岬 - 積丹半島
- スキーとニセコ連峰 - ニセコ地域
- 北限のブナ林 - 黒松内町
- 登別温泉地獄谷 - 登別市
- 五稜郭と箱館戦争の遺構 - 函館市
- 函館西部地区の街並み - 函館市
- 江差追分～心沸き立つ、魂の唄 - 江差町[2]
- 静内二十間道路の桜並木 - 新ひだか町
- モール温泉 - 音更町
- 野付半島と打瀬舟 - 別海町、標津町
- 森林鉄道蒸気機関車「雨宮21号」 - 遠軽町（旧丸瀬布町）
- オホーツク沿岸の古代遺跡群 - 網走地域
- 流氷とガリンコ号 - 紋別市
- 屯田兵村と兵屋 - 道内各地
- 北海道の馬文化（ばん馬、日高のサラブレッド、北海道和種馬） - 道内各地
- アイヌ口承文芸 - 道内各地
- サケの文化 - 道内各地
- ジンギスカン - 道内各地

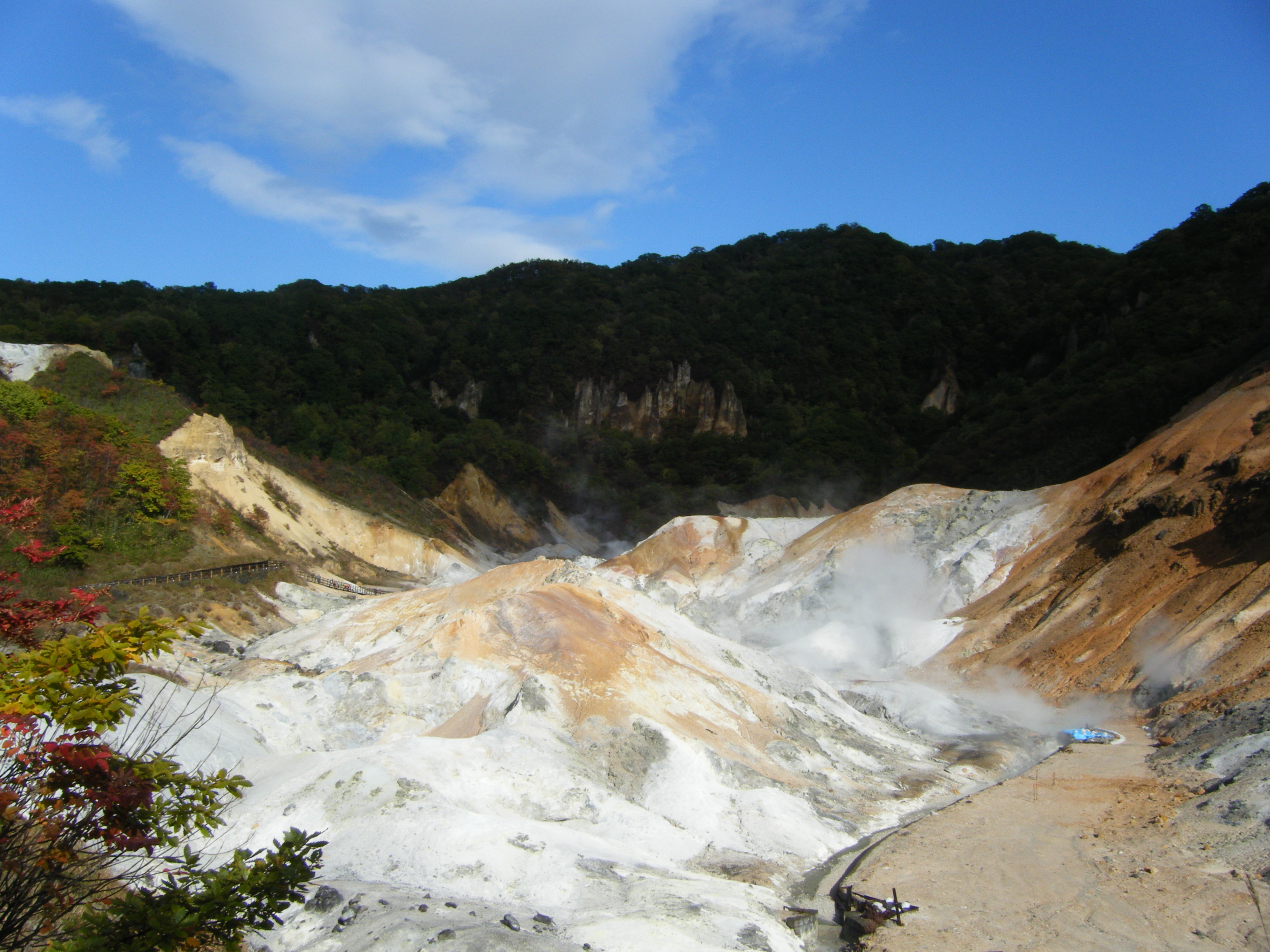
登別温泉地獄谷
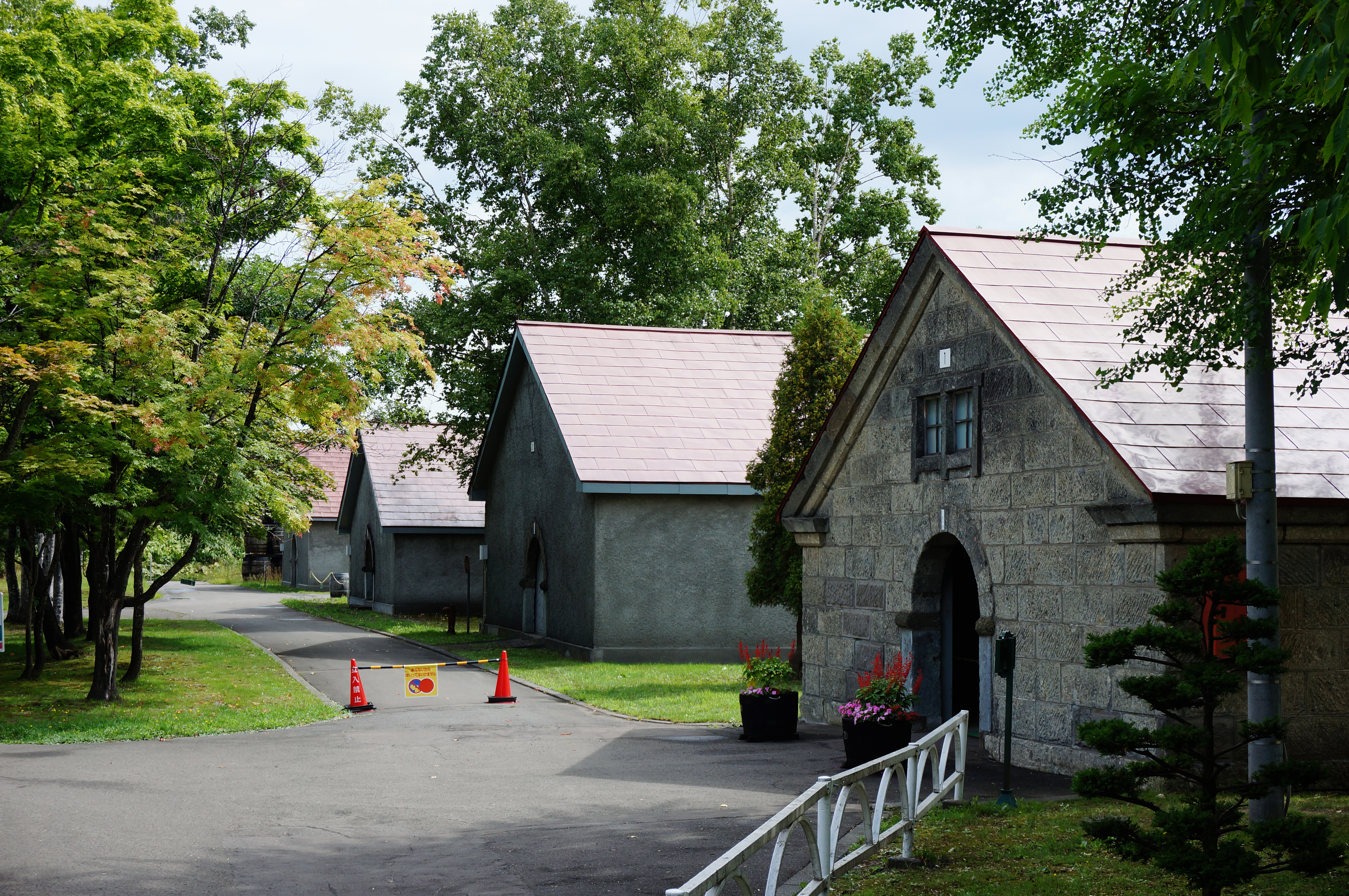
ニッカウヰスキー余市蒸溜所
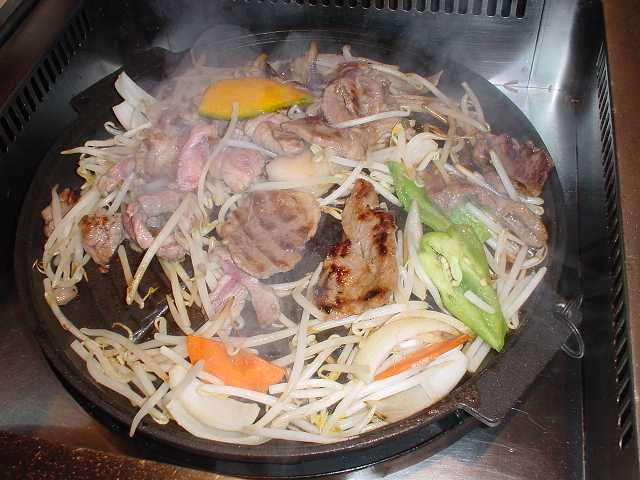
ジンギスカン鍋
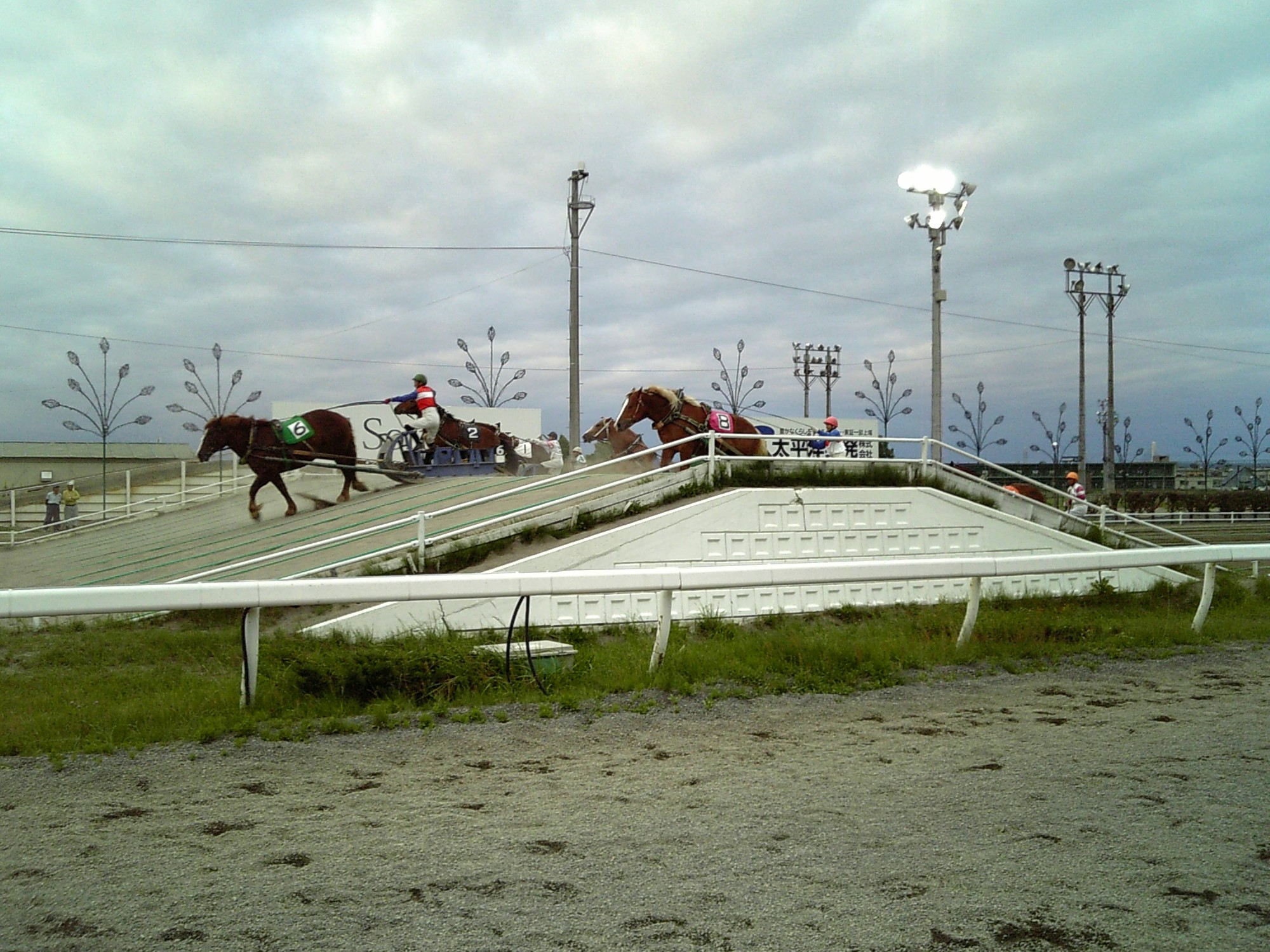
ばんえい競馬

### 第3回選定分（2018年11月2日公表）
- 利尻島の漁業遺産群と生活文化 - 利尻島
- 旭川家具 - 旭川市
- 三浦綾子記念文学館と外国樹種見本林 - 旭川市
- 増毛山道と濃昼山道 - 増毛町、石狩市
- 北海道の集治監（樺戸、空知、釧路、網走、十勝） - 月形町、三笠市、標茶町、網走市、帯広市
- 小樽の鉄道遺産 - 小樽市（小樽市総合博物館、旧手宮線廃線跡）
- 大友亀太郎の事績と大友堀遺構 - 札幌市
- パシフィック・ミュージック・フェスティバル（PMF） - 札幌市
- 札幌軟石 - 札幌市
- 蝦夷三官寺（有珠善光寺、様似等澍院、厚岸国泰寺） - 伊達市、様似町、厚岸町
- しかべ間歇泉 - 鹿部町
- むかわ町穂別の古生物化石群 - むかわ町
- 北海道の簡易軌道 - 鶴居村
- 千島桜 - 道内各地
- 松浦武四郎による蝦夷地踏査の足跡 - 道内各地

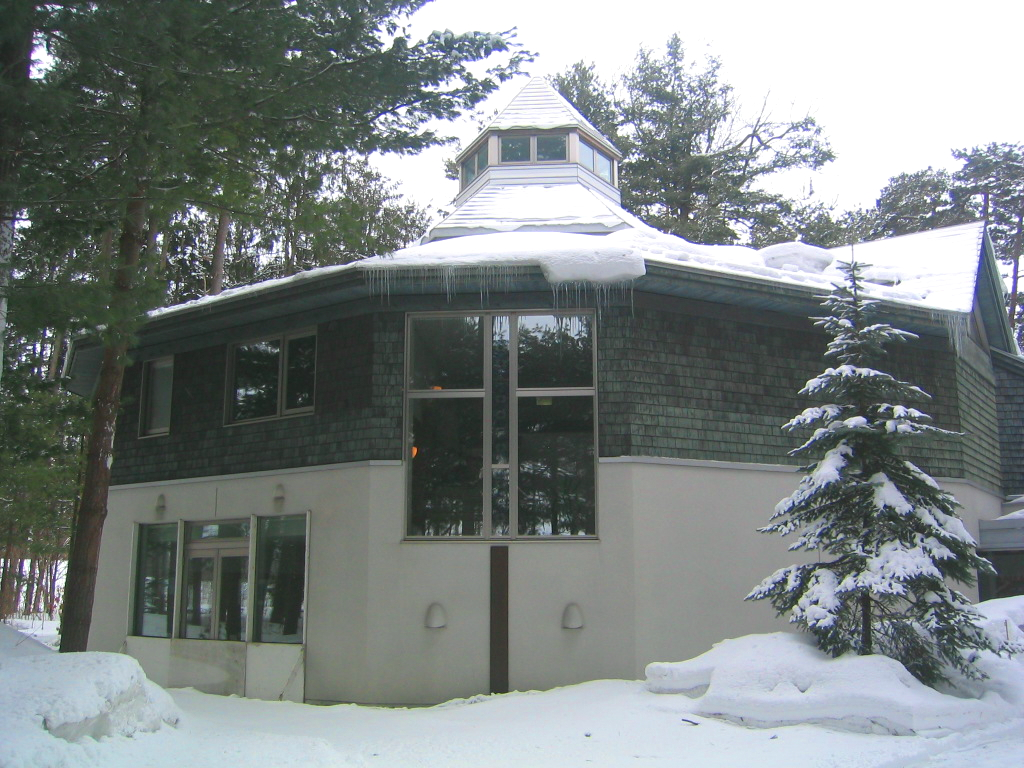
三浦綾子記念文学館
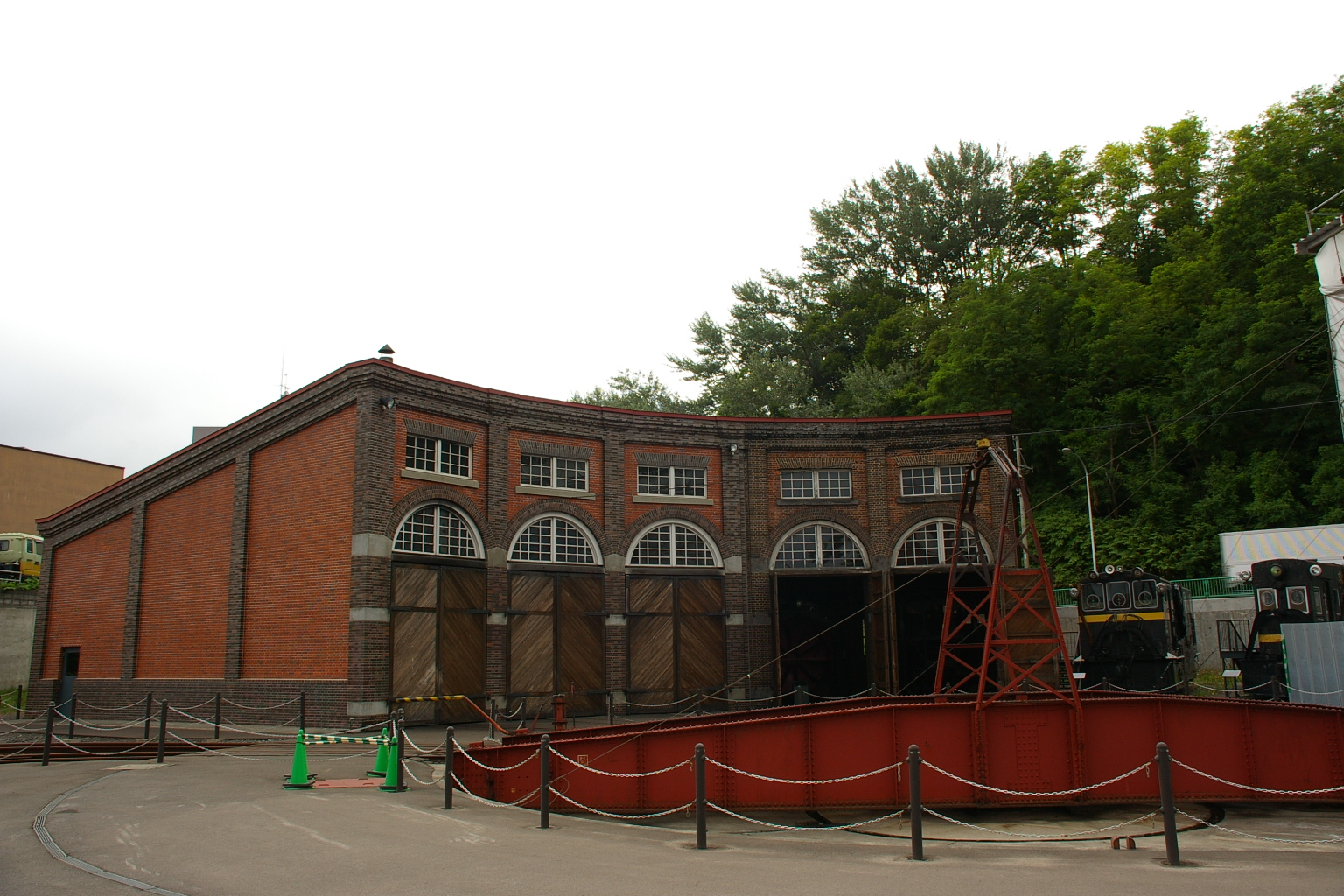
旧手宮機関庫
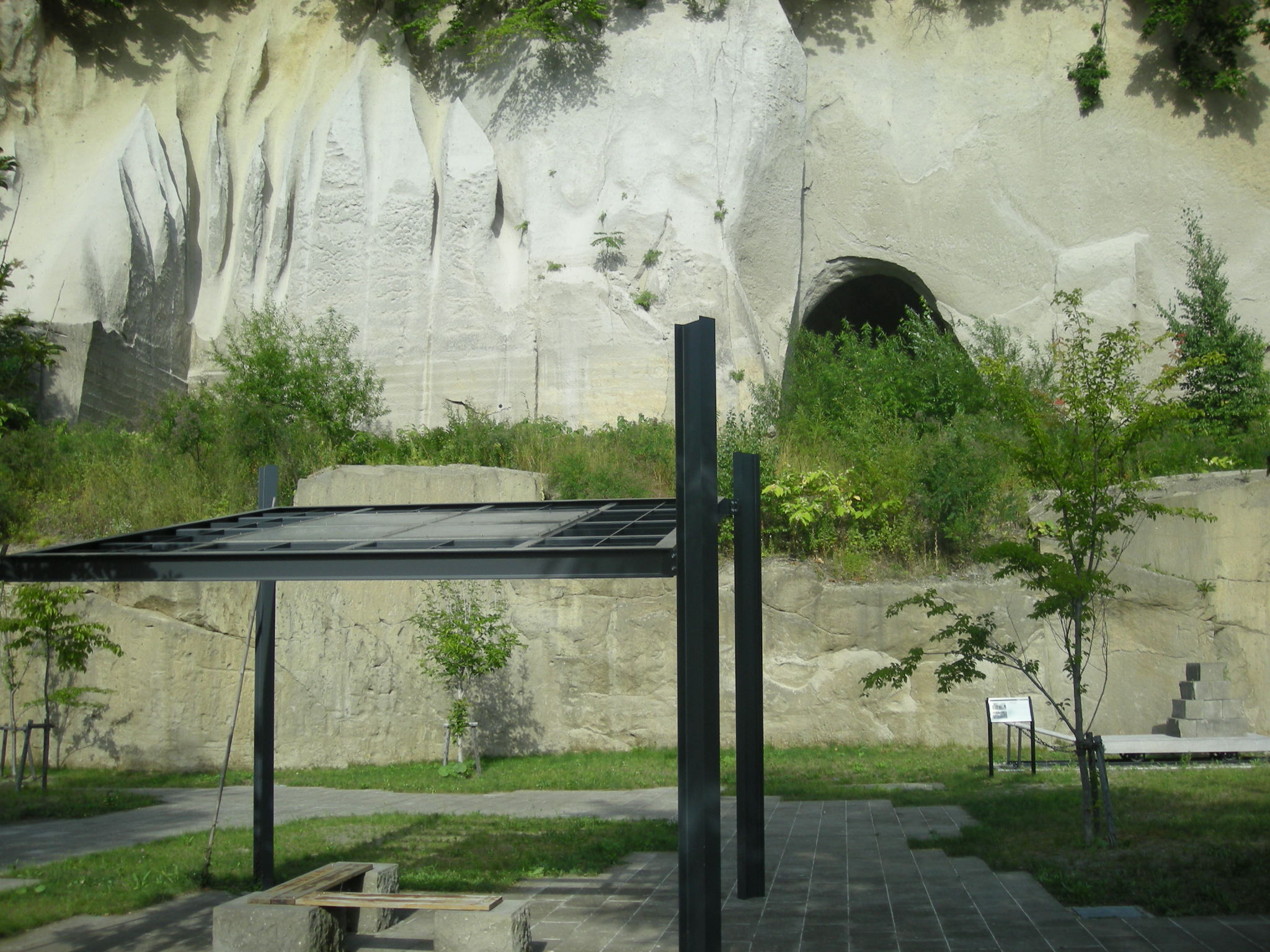
石山軟石採掘場跡
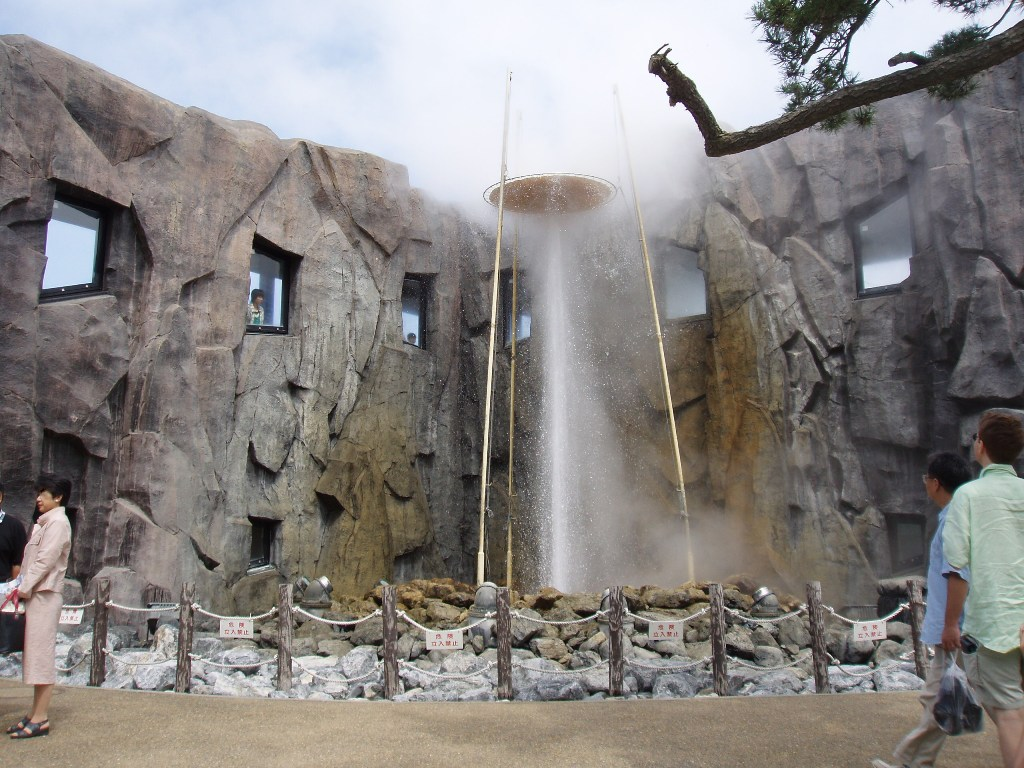
しかべ間歇泉公園

### 第4回選定分（2022年10月13日公表）
- しもかわの循環型森林文化（下川町）～森は光り輝く
- 北海道米のルーツ「赤毛米」（北広島市）～人々の想いが育んだ地域の誇り
- 今金・美利河の金山遺跡（今金町）～後志利別川上流域の砂金採掘跡
- 仙台藩白老元陣屋（白老町）～幕末と明治維新を生きた北の防人
- 十勝三股の樹海（上士幌町）～カルデラが生んだ生物多様性
- 下の句かるた（北海道各地）～木札、下の句にみる遊びの文化

## 北海道遺産物語
北海道遺産物語（ほっかいどういさんものがたり）は、北海道テレビ放送 （HTB） が放送していたテレビ番組である。毎週、北海道遺産をひとつずつ紹介している。2002年4月から開始し2007年3月24日で一旦終了し、同年4月21日から2009年3月28日まで「北海道遺産物語 第二章」として放送された。なお、番組はインターネット（本編はブロードバンド限定）およびNTTドコモのFOMA端末での配信も行われた（Vライブサービスで配信）。
- 放送時間：毎週土曜日 22:51 - 22:56
- ナレーション：竹中直人（ - 2007年3月24日） → 中嶋朋子（2007年4月21日 - ）
- 音楽：中村幸代→高野智恵美
- 企画：電通北海道
- 提供：NTTドコモ北海道（現・NTTドコモ北海道支社）
- 制作協力：アウンビジョン
- 制作著作：北海道テレビ放送